# Have You Lost Your Mind Yet?
Have You Lost Your Mind Yet? è il quarto album in studio di Fantastic Negrito, pubblicato tramite Cooking Vinyl il 14 agosto 2020. L'album ha vinto il Grammy Award per il miglior album blues contemporaneo.

## Recensioni
Have You Lost Your Mind Yet? ha ricevuto un punteggio di 77 su 100 sulla base di otto recensioni sull'aggregatore di recensioni Metacritic, indicando un'accoglienza "generalmente favorevole".

## Tracce
1. Chocolate Samurai – 4:55
2. I'm So Happy I Cry (featuring Tank and the Bangas and Tarriona "Tank" Ball) – 3:24
3. How Long? – 4:16
4. Shigamabu Blues – 0:55
5. Searching for Captain Save a Hoe (featuring E-40) – 3:45
6. Your Sex Is Overrated (featuring Masa Kohama) – 4:56
7. These Are My Friends – 3:44
8. All Up in My Space – 4:32
9. Justice in America – 0:29
10. King Frustration – 4:19
11. Platypus Dipster – 3:07